# Zahnerhaltung
Die Zahnerhaltung (auch: konservierende Zahnheilkunde, konservierende Zahnmedizin, Zahnerhaltungskunde) ist eine Bereichsbezeichnung im Fachgebiet Zahnmedizin und damit der Oberbegriff für alle Maßnahmen, welche die Prävention, Diagnostik und Therapie von plaquebedingten Erkrankungen sowie kariesbedingten und nicht kariesbedingten Schäden der Zähne sowie die Forschung in diesem Bereich beinhalten. Ausgenommen sind chirurgische Maßnahmen, die unter dem Begriff Oralchirurgie subsumiert werden, wie beispielsweise die Wurzelspitzenresektion.

## Teilbereiche
Folgende Teilbereiche fallen unter die Zahnerhaltung:

### Prävention
Die zahnmedizinische Prophylaxe (Synonym: Zahnmedizinische Prävention), beschäftigt sich mit vorbeugenden Maßnahmen, die die Entstehung bzw. Verschlimmerung von Krankheiten der Zähne und des Zahnhalteapparates verhindern sollen. Allem voran steht die Vorsorgeuntersuchung zur frühzeitigen Erkennung von krankhaften Zuständen.

### Kariestherapie
Die Füllungstherapie hat zum Ziel, kariöse Läsionen oder andersartige Defekte an Einzelzähnen zu beheben. Sie wird auch konservierende oder restaurierende Therapie genannt.

### Parodontologie
Die Parodontitis ist eine bakteriell bedingte Entzündung, die sich in einer weitgehend irreversiblen Zerstörung des Zahnhalteapparates (Parodontium) zeigt.

### Endodontie
Die Endodontie beschäftigt sich schwerpunktmäßig mit Erkrankungen des Pulpa-Dentin-Komplexes und des periapikalen Gewebes. Pulpitiden sind akute oder chronische Entzündungen der Pulpa (Zahnmark:  Blut- und Lymphgefäße, Nerven und Bindegewebe) oder des Parodontiums (Zahnhalteapparat). Die häufigste Behandlung in der Endodontie ist die Behandlung des Wurzelkanals.

### Zahnkronen
Einzelkronen, auch Teilkronen, sind ebenfalls zahnerhaltende Maßnahmen und kein Zahnersatz, denn sie ersetzen keine Zähne, sondern nur defekte Zahnsubstanz, wenn diese durch Zahnfüllungen nicht mehr rekonstruiert werden kann. Sie werden in Deutschland jedoch gebührenrechtlich wie Zahnersatz behandelt.

## Fachgesellschaften
- Die Deutsche Gesellschaft für Zahnerhaltung (DGZ) als oberste Fachgesellschaft steht im Verbund mit drei Fachgesellschaften, die alle Bereiche der Zahnerhaltung eigenständig vertreten. Sie ist Mitglied der Deutschen Gesellschaft für Zahn-, Mund- und Kieferheilkunde (DGZMK), der wissenschaftlichen Dachgesellschaft der deutschen Zahnmedizin.
- Die Deutsche Gesellschaft für Präventivzahnmedizin (DGPZM) befasst sich mit der Förderung und Verbesserung der Mundgesundheit, der Verhütung oraler Erkrankungen und der Stärkung von Ressourcen zur Gesunderhaltung.
- Die Deutsche Gesellschaft für Restaurative und Regenerative Zahnerhaltung (DGR²Z) hat die Förderung von minimalinvasiven restaurativen Techniken und von regenerativen Verfahren im Fokus.
- Die Deutsche Gesellschaft für Endodontologie und zahnärztliche Traumatologie (DGET) hat das Ziel, auf Endodontie basierte Zahnerhaltung zu forcieren.
- Die Schweizerische Gesellschaft für Präventive, Restaurative und Ästhetische Zahnmedizin (SSPRE, ehem. SVPR) ist eine Fachgesellschaft der Schweizerischen Zahnärzte-Gesellschaft  (SSO) und Gründungsmitglied des Schweizerischen Fachrates für Zahnmedizin und der European Federation of Conservative Dentistry (EFCD).
- Österreichische Gesellschaft für Endodontie (ÖGEndo), Mitglied der Österreichischen Gesellschaft für Zahn-, Mund- und Kieferheilkunde (ÖGZMK),
- Österreichische Gesellschaft für Parodontologie (ÖGP), Mitglied der ÖGZMK
- Die European Organisation for Caries Research (ORCA) ist die europäische Dachgesellschaft zur Kariesforschung, die aus der Europäischen Arbeitsgemeinschaft für Fluorforschung und Kariesprophylaxe hervorging.